# Tasmanogobius lordi
Tasmanogobius lordi és una espècie de peix de la família dels gòbids i de l'ordre dels perciformes.

## Morfologia
- Els mascles poden assolir 4 cm de longitud total.[2][3]

## Hàbitat
És un peix de clima temperat i demersal.

## Distribució geogràfica
Es troba a Tasmània (Austràlia).

## Observacions
És inofensiu per als humans.